# 阿尔费雷多·波凯蒂诺
阿尔费雷多·波凯蒂诺（義大利語：Alfredo Pochettino，1876年11月7日—1953年8月23日）是一位意大利物理学家，曾与阿方索·塞拉（Alfonso Sella）在1902年发现了温泉中的放射性气体。